# Microsepsis currani
Microsepsis currani är en tvåvingeart som först beskrevs av Ozerov 1993. Microsepsis currani ingår i släktet Microsepsis och familjen svängflugor.
Artens utbredningsområde är Panama. Inga underarter finns listade i Catalogue of Life.